# Waisenterzine
Eine Waisenterzine bezeichnet in der Verslehre eine Gruppe von drei Versen am Ende oder innerhalb einer Strophe oder eines Gedichts, bei dem ein Reimpaar einen ungereimten Vers einschließt.
Dieser Vers wird Waisenzeile genannt und im Reimschema oft mit w bezeichnet. Das Reimschema der Waisenterzine ist demnach [awa].
Waisenterzinen erscheinen am Ende einer Folge von kettengereimten Terzinenstrophen, hier ein Beispiel mit 5 Strophen:
[aba bcb cdc ded ewe]
Man spricht hier auch von Terzinenreim.
Außer in der Terzine markieren Waisenterzinen öfters das Ende einer Strophe oder eines Gedichtteils, zum Beispiel in der mittelhochdeutschen Kanzonenstrophe und der Morolfstrophe. Als ein Beispiel von Walther von der Vogelweide der Abgesang aus seinem wohl bekanntesten Gedicht Under der linden:
Vor dem walde in einem tal,

tandaradei,

schône sanc diu nahtegal.
Ein weiteres Beispiel ist Walthers Reichssprüche in Reimpaarstrophen, die jeweils mit einer Waisenterzine abschließen, hier die letzten drei Verse seiner Reichsklage:
fride unde reht sint sêre wunt.

diu driu enhabent geleites niht,

diu zwei enwerden ê gesunt.
Es kann hier wie in den anderen Beispielen aus dem mittelhochdeutschen Minnesang argumentiert werden, dass hier keine Terzine, sondern ein Reimpaar mit einer Langzeile als zweitem Vers zu sehen ist, also:
fride unde reht sint sêre wunt.

diu driu enhabent geleites niht, diu zwei enwerden ê gesunt.
Eine andere Gedichtform ist eine Folge von nicht untereinander reimverschränkten Waisenterzinen nach dem Schema:
[awa bwb cwc …]
Ein Beispiel aus der deutschen Volkslieddichtung ist:
Gar hoch auf jenem berge,

da stet ein rautenstreuchelein

gewunden aus der erden.